# Der wahre Mensch
Der wahre Mensch (russisch Повесть о настоящем человеке / Powest o nastojaschtschem tscheloweke, wiss. Transliteration Povest' o nastojaščem čeloveke; „Die Geschichte vom wahren Menschen“) ist ein 1946 veröffentlichter Roman des Moskauer Schriftstellers und Journalisten Boris Polewoi (1908–1981), der auch mit seinem Nürnberger Tagebuch (einer Chronik des Nürnberger Kriegsverbrecherprozesses mit seinen Erinnerungen als damaliger Prawdakorrespondent) in vielen Ländern bekannt wurde. 
Boris Polewoi erzählt die Geschichte des sowjetischen Fliegerhelden Alexei Maressjew (1916–2001) auf fiktionalisierte Weise.
Der Flieger wurde im Großen Vaterländischen Krieg hinter den deutschen Linien abgeschossen und konnte sich schwer verletzt zu den eigenen Leuten durchschlagen. Nach Amputation beider Beine (unterhalb der Knie) gelang es ihm, zum Militär zurückzukehren und zu einem der erfolgreichsten Kampfflieger der UdSSR zu werden.

## Rezeption
1948 wurde der Roman von Alexander Stolper verfilmt. Im selben Jahr komponierte Sergej Prokofjew die Oper Die Geschichte vom wahren Menschen (Op. 117); Mira Mendelson und der Komponist waren die Autoren des Librettos, das auf dem Roman von Polewoi basiert.
Der Roman fand unter anderem Aufnahme in der russischen Leseempfehlungsliste „100 Bücher für Schüler“ und den Reihen  Ex libris  und Bibliothek des Sieges des Verlages Volk und Welt.